# Cléber Gaúcho
Cléber Nelson de Andrade Raphaelli, mais conhecido como Cléber Gaúcho (Camaquã, 13 de maio de 1974) é um ex-futebolista brasileiro, que atuava como volante, e treinador de futebol.

## Carreira

### Jogador
Iniciou a sua história no Brasil de Pelotas, quando ingressou nas categorias base do clube com 19 anos e logo depois, acabou se profissionalizando pelo Xavante. Em 1998 e 2000, o então volante retornou brevemente ao Estádio Bento Freitas. Sua passagem mais marcante ocorreu entre 2008 e 2010, quando participou das boas campanhas do Brasil na Série C do Brasileiro e, em 2010, foi responsável por um dos gols mais lindos da história Xavante, quando anotou um golaço no campo defesa contra o Marcílio Dias.
Atuou também pelos clubes XV de Piracicaba (1995-1997), Matonense (1998), Paulista de Jundiaí (1998), Rio Branco de Americana (1999), União Barbarense (2000), Caxias (2001), 15 de Campo Bom (2002), Santo André (2004), Criciúma (2002-2005), Goiás (2005-2007) e Rio Claro FC (2008).

### Treinador
Em junho de 2012, começou trabalhando como auxiliar de Wagner de Moraes no XV de Piracicaba. Assumiu o time em maio de 2013.
Em novembro de 2015, substitui o técnico Waguinho Dias no União Barbarense. Em abril de 2016, após a eliminação nas quartas de final da Série A2, deixou o clube.
Assumiu o XV de Piracicaba em maio de 2016, para disputar a Copa Paulista. Em novembro, sagrou-se campeão após vencer a Ferroviária nos pênaltis em Araraquara. Não teve um bom início de ano em 2017. Após a eliminação na Série D, e uma má campanha no Campeonato Paulista  - Série A2, foi demitido, após 33 jogos, com 16 vitórias, 11 empates e apenas 6 derrotas.
Em agosto de 2018, inicia sua terceira passagem pelo XV de Piracicaba, onde foi eliminado na segunda fase da Copa Paulista. Em outubro do mesmo ano, assume o Sertãozinho para comandar a equipe na Série A2 do Campeonato Paulista de 2019.
Em setembro de 2019, assume o Trindade Atlético Clube.
Em 2020, foi campeão do Campeonato Paulista - Série A3 pelo Velo Clube, clube onde ficou até novembro.
No final de novembro de 2020, assumiu o Grêmio Anápolis na reta final do Campeonato Goiano, campeonato do qual viria a ser campeão.
No final de julho de 2021, assume o Brasil de Pelotas. Deixou o clube em setembro, após dez partidas, sem nenhuma vitória, como último colocado na classificação do Campeonato Brasileiro Série B.
Em novembro de 2021, chegou ao Pouso Alegre. Fez apenas quatro jogos oficiais, sendo duas derrotas e dois empates, deixando o clube em fevereiro de 2022.
Em fevereiro de 2022, foi contratado pela Matonense para a sequência do Paulistão A3.
Em maio do mesmo ano, inicia sua quarta passagem pelo Nhô Quim, substituindo Roberto Cavalo. Ficou no clube até junho de 2023, dirigindo em 44 jogos e faturando o bicampeonato da Copa Paulista e a classificação às semifinais da Série A2 de 2023.
Em junho de 2023, acerta com Uberlândia para a disputa do Módulo 2 do Campeonato Mineiro.

## Títulos

### Jogador
Brasil-RS
- Copa Rio Grande do Sul: 1993

XV de Piracicaba
- Campeonato Brasileiro - Série C: 1995

Criciúma EC
- Campeonato Brasileiro - Série B: 2002

EC Santo André
- Copa do Brasil: 2004

Criciúma
- Campeonato Catarinense: 2005

Goiás
- Campeonato Goiano: 2006

### Treinador
XV de Piracicaba
- Copa Paulista: 2016[35] e 2022

Velo Clube
- Campeonato Paulista - Série A3: 2020

Grêmio Anápolis
- Campeonato Goiano: 2021[18]